# Mycetia radiciflora
Mycetia radiciflora är en måreväxtart som först beskrevs av Charles Baron Clarke, och fick sitt nu gällande namn av Airy Shaw. Mycetia radiciflora ingår i släktet Mycetia och familjen måreväxter.
Artens utbredningsområde är Assam (Indien). Inga underarter finns listade i Catalogue of Life.